# 김진규 (1968년)
김진규(金鎭奎, 1968년 3월 21일~)은 대한민국의 정치인이다. 제6대 울산광역시 남구청장(2018. 7.~2020. 8.)을 지냈다.

## 경력
- 제44회 사법시험 합격
- 울산지방경찰청 형사조정법률분과장
- 2011.12.~2013. 12. 울산지방검찰청 형사조정위원회 위원
- 2012. 7.~2014. 7. 울산광역시교육청 행정심판위원회 위원
- 2016. 8.~2018. 6. 울산광역시 고문변호사
- 울산지방변호사회 홍보이사
- 법무법인 재유 울산분사무소 대표변호사
- 2017. 7. 더불어민주당 울산광역시당 대통령울산공약실천단 부위원장
- 2017. 7. 더불어민주당 울산광역시당 온오프네트워크 정당추진상설특별위원회 위원장
- 2018. 7.~2020. 8. 제6대 민선 7기 울산 남구청장

## 공직선거법 위반, 변호사법 위반

### 공직선거법 위반
2017년 10월부터 2018년 6월까지 선거사무원과 자원봉사자에게 선거운동 대가로 총 1600여만 원을 지급하는 등 금품을 제공한 혐의, 소속 변호사 사무실 직원을 동원해 선거운동을 하여 지위를 이용해 선거운동을 한 혐의, 공식 선거 운동 기간 전에 문자 메시지 전송으로 사전 선거운동을 한 혐의, 울산대학교 경영대학원을 졸업하지 않고 중퇴했으나 선거 공보물 등에 '경영대학원 총동문회 수석부회장'이라고 게재해 허위 학력을 게재한 혐의 등 공직선거법 위반 혐의로 기소되었다. 2019년 9월 27일 울산지법에서 열린 1심에서 공직선거법 위반 혐의 4건에 대해 모두 유죄로 징역 10개월 형을 선고받고 법정구속되었다. 2020년 5월 20일 부산고법에서 열린 2심에서 원심이 유지되었다. 2020년 8월 27일 대법원에서 원심이 확정되어 구청장직을 상실하였다.

### 정치자금법 위반 혐의 무죄
선관위에 신고된 예금계좌를 통하지 않고 선거비용을 지출하고, 회계장부에 선거비용을 누락하였으며, 회계장부를 기재하지 않는 등 정치자금법 위반 혐의로 기소되었다. 2019년 9월 27일 울산지법에서 열린 1심에서 정치자금법 위반 혐의에 대해 무죄를 선고받았다. 2020년 5월 20일 부산고법에서 열린 2심에서 원심이 유지되었다. 2020년 8월 27일 대법원에서 원심이 확정되었다.

### 변호사법 위반
2017년 12월부터 2018년 6월 사이 23회에 걸쳐 사건을 소개받아 법률사무소 직원에게 법률 사무를 수임하도록 하고 9,140만 원을 수임료로 받고 3,055만 원 상당의 대가를 지급해 변호사법 위반 혐의로 기소되었다. 2019년 9월 27일 울산지법에서 열린 1심에서 변호사법 위반 혐의에 대해 벌금 1000만 원을 선고받았다. 2020년 5월 20일 부산고법에서 열린 2심에서 원심이 유지되었다. 2020년 8월 27일 대법원에서 원심이 확정되었다.

## 전과
- 교통사고처리특례법위반, 도로교통법위반(음주운전): 벌금 300만원 - 2006년 2월 13일 선고[2]

## 역대 선거 결과
| 실시년도 | 선거      | 대수 | 직책   | 선거구    | 정당         | 득표수    | 득표율          | 순위 | 당락 | 비고           |
| -------- | --------- | ---- | ------ | --------- | ------------ | --------- | --------------- | ---- | ---- | -------------- |
| 2018년   | 지방 선거 | 6대  | 구청장 | 울산 남구 | 더불어민주당 | 74,697 표 | \| \| 43.78% \| | 1위  |      | 초선, 민선 7기 |
|          | 43.78%    |      |        |           |              |           |                 |      |      |                |